# Corina Morariu
Corina Morariu (Detroit, Estados Unidos; 26 de enero de 1978) es una tenista profesional estadounidense de ascendencia rumana, ya retirada.
Morariu nació en Detroit, Míchigan, Estados Unidos y se volvió profesional en 1994. Conocida como una especialista en dobles, ganó el torneo de Wimbledon en 1999 junto a Lindsay Davenport. También ganó el título de dobles combinado en el Australian Open de 2001 con Ellis Ferreira. Alcanzó la final del Australian Open de 2005 en dobles femenino con Davenport. Fue Nro. 1 en el ranking de dobles en el año 2000.
En 2001, Morariu fue diagnosticada con leucemia y tuvo que empezar un programa de quimioterapia. Durante ese tiempo, Jennifer Capriati le dedicó su victoria en Roland Garros en 2001. También recibió una carta emotiva del pedalista Lance Armstrong, un sobreviviente del cáncer. Después de recuperarse del cáncer, y sumada una cirugía de hombro, a Morariu se le prohibió continuar jugando tenis a nivel profesional.
Morariu se retiró de la actividad en 2007. Es embajadora internacional de la Sociedad de Leucemia y Linfoma, y lanzó un libro de memorias titulado Living Through the Racket: How I Survived Leukemia...and Rediscovered My Self ("Viviendo a través de la raqueta: cómo sobreviví a la leucemia... y me redescubrí"). Tras su retiro, inició una carrera como comentarista en el canal Tennis Channel.

## Finales

### Grand Slam

#### Dobles: 3 (1–2)
| Resultado | Año  | Torneo          | Superficie | Compañero         | Oponente                          | Marcador      |
| Ganadora  | 1999 | Wimbledon       | Césped     | Lindsay Davenport | Mariaan de Swardt Elena Tatarkova | 6–4, 6–4      |
| Finalista | 2001 | Australian Open | Dura       | Lindsay Davenport | Serena Williams Venus Williams    | 6–2, 2–6, 6–4 |
| Ganadora  | 2005 | Australian Open | Dura       | Lindsay Davenport | Svetlana Kuznetsova Alicia Molik  | 6–3, 6–4      |

## WTA

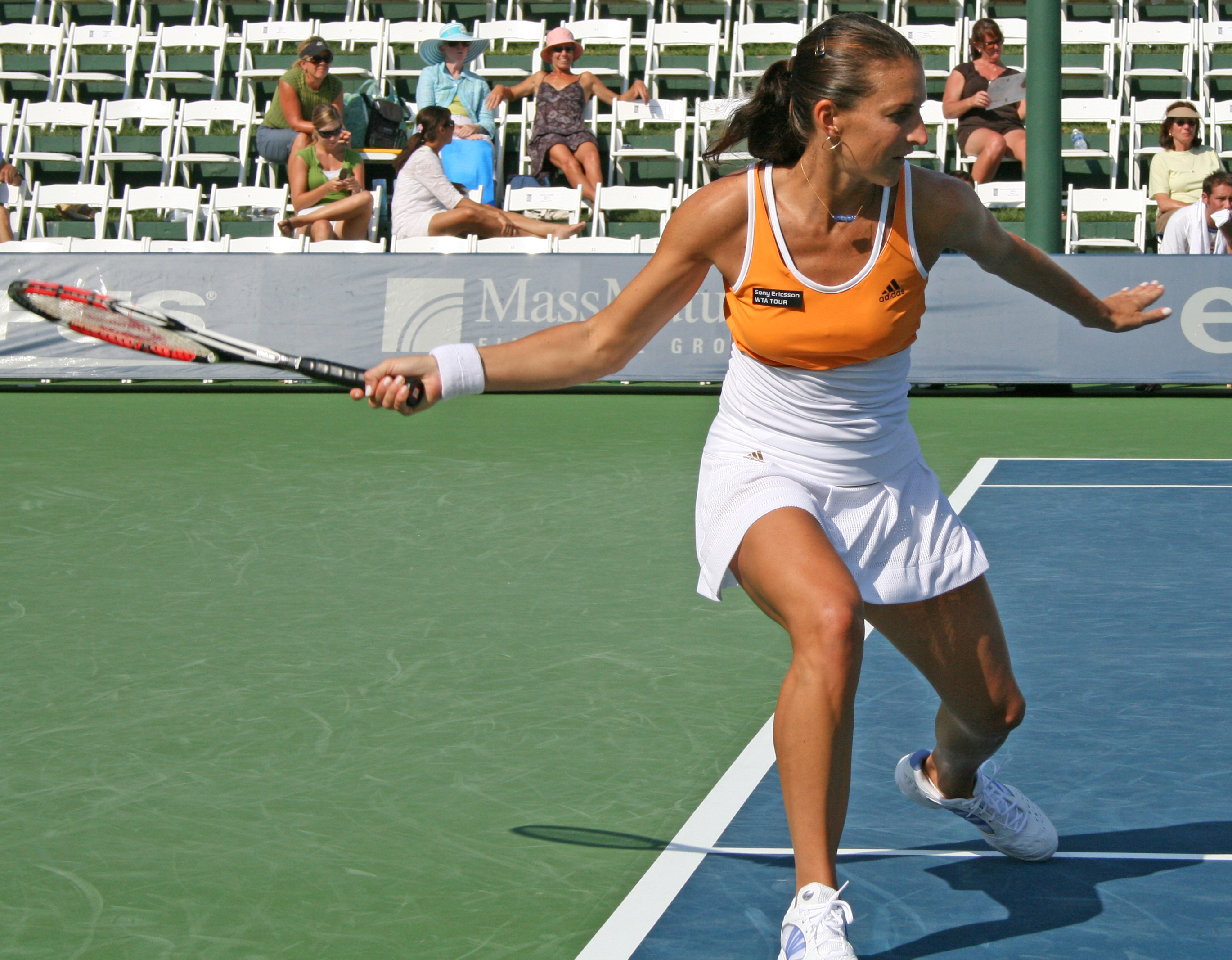
Corina Morariu en competencia

### Singles 4 (1–3)
| Leyenda (Singles) |
| ----------------- |
| Grand Slam (0/0)  |
| WTA (0/0)         |
| Tier I (0/0)      |
| Tier II (0/0)     |
| Tier III (0/1)    |
| Tier IV (1/2)     |

| Resultado | N.º | Fecha | Torneo | Superficie | Oponente             | Marcador                |
| --------- | --- | ----- | ------ | ---------- | -------------------- | ----------------------- |
| Finalista | 1.  | 1997  | Bol    | Arcilla    | Mirjana Lučić        | 7–5, 6–7(7–9), 7–6(7–5) |
| Finalista | 2.  | 1998  | Tokio  | Dura       | Ai Sugiyama          | 6–3, 6–3                |
| Runner-up | 3.  | 1998  | Bol    | Arcilla    | Mirjana Lučić        | 6–2, 6–4                |
| Ganadora  | 1.  | 1999  | Bol    | Arcilla    | Julie Halard-Decugis | 6–2, 6–0                |

### Dobles 20 (13–7)
| Leyenda (Singles) |
| ----------------- |
| Grand Slam (1/2)  |
| WTA (0/0)         |
| Tier I (1/2)      |
| Tier II (3/2)     |
| Tier III (7/1)    |
| Tier IV (1/0)     |

| Resultado | N.º | Fecha | Torneo          | Superficie | Compañera            | Oponente                                  | Marcador           |
| --------- | --- | ----- | --------------- | ---------- | -------------------- | ----------------------------------------- | ------------------ |
| Finalista | 1.  | 1997  | Tokio           | Dura       | Kerry-Anne Guse      | Alexia Dechaume-Balleret Rika Hiraki      | 6–4, 6–2           |
| Ganadora  | 1.  | 1997  | Pattaya City    | Dura       | Kristine Kunce       | Florencia Labat Dominique Monami          | 6–3, 6–4           |
| Ganadora  | 2.  | 1999  | Brisbane        | Dura       | Larisa Neiland       | Kristine Kunce Irina Spîrlea              | 6–3, 6–4           |
| Ganadora  | 3.  | 1999  | Tokio           | Dura       | Kimberly Po          | Kerry-Anne Guse Catherine Barclay         | 6–3, 6–2           |
| Ganadora  | 4.  | 1999  | Birmingham      | Césped     | Larisa Neiland       | Inés Gorrochategui Alexandra Fusai        | 6–4, 6–4           |
| Ganadora  | 5.  | 1999  | Wimbledon       | Césped     | Lindsay Davenport    | Mariaan de Swardt Elena Tatarkova         | 6–4, 6–4           |
| Ganadora  | 6.  | 1999  | Stanford        | Dura       | Lindsay Davenport    | Anna Kournikova Elena Likhovtseva         | 6–4, 6–4           |
| Ganadora  | 7.  | 1999  | San Diego       | Dura       | Lindsay Davenport    | Venus Williams Serena Williams            | 6–4, 6–1           |
| Ganadora  | 8.  | 2000  | Oklahoma City   | Dura       | Kimberly Po          | Tamarine Tanasugarn Elena Tatarkova       | 6–4, 4–6, 6–2      |
| Ganadora  | 9.  | 2000  | Indian Wells    | Dura       | Lindsay Davenport    | Anna Kournikova Natasha Zvereva           | 6–2, 6–3           |
| Ganadora  | 10. | 2000  | Bol             | Arcilla    | Julie Halard-Decugis | Katarina Srebotnik Tina Križan            | 6–2, 6–2           |
| Finalista | 2.  | 2000  | Berlín          | Arcilla    | Amanda Coetzer       | Aranxta Sánchez Vicario Conchita Martínez | 3–6, 6–2, 7–6(9–7) |
| Ganadora  | 11. | 2000  | Tokio           | Dura       | Julie Halard-Decugis | Tina Križan Katarina Srebotnik            | 6–1, 6–2           |
| Finalista | 3.  | 2001  | Australian Open | Dura       | Lindsay Davenport    | Serena Williams Venus Williams            | 6–2, 2–6, 6–4      |
| Finalista | 4.  | 2004  | Filadelfia      | Dura       | Liezel Huber         | Lisa Raymond Alicia Molik                 | 7–5, 6–4           |
| Finalista | 5.  | 2005  | Australian Open | Dura       | Lindsay Davenport    | Svetlana Kuznetsova Alicia Molik          | 6–3, 6–4           |
| Finalista | 6.  | 2005  | Tokio           | Alfombra   | Lindsay Davenport    | Janette Husárová Elena Likhovtseva        | 6–4, 6–3           |
| Ganadora  | 12. | 2006  | Sídney          | Dura       | Rennae Stubbs        | Paola Suárez Virginia Ruano Pascual       | 6–3, 5–7, 6–2      |
| Ganadora  | 13. | 2006  | Bali            | Dura       | Lindsay Davenport    | Natalie Grandin Trudi Musgrave            | 6–3, 6–4           |
| Finalista | 7.  | 2006  | Linz            | Dura       | Katarina Srebotnik   | Lisa Raymond Samantha Stosur              | 6–3, 6–0           |

## Cronología de dobles femenino
| Grand Slam            |     |     |     |     |      |     |     |     |     |     |      |     |     |        |       |
| Australian Open       | A   | A   | 2R  | 2R  | 2R   | SF  | F   | A   | A   | 3R  | F    | 1R  | 1R  | 0 / 9  | 19–9  |
| Roland Garros         | A   | 1R  | 1R  | 3R  | 2R   | A   | A   | A   | 1R  | A   | SF   | A   | 1R  | 0 / 7  | 7–7   |
| Wimbledon             | A   | 1R  | 2R  | 2R  | W    | A   | A   | A   | 1R  | A   | 2R   | A   | 1R  | 1 / 7  | 9–6   |
| US Open               | A   | 3R  | 1R  | 1R  | QF   | A   | A   | QF  | 1R  | 2R  | QF   | 2R  | QF  | 0 / 10 | 16–10 |
| Victoria-derrota      | 0–0 | 2–3 | 2–4 | 4–4 | 11–3 | 4–1 | 5–1 | 3–1 | 0–3 | 3–2 | 13–4 | 1–2 | 3–4 | 1 / 33 | 51–32 |
| Fin de año            |     |     |     |     |      |     |     |     |     |     |      |     |     |        |       |
| Tour Championships    | A   | A   | A   | A   | SF   | A   | A   | A   | A   | A   | A    | A   | A   | 0 / 1  | 1–1   |
| Ranking de fin de año |     |     |     |     |      |     |     |     |     |     |      |     |     |        |       |
| Ranking               | 187 | 81  | 66  | 49  | 6    | 14  | 57  | 78  | 156 | 24  | 15   | 34  | 76  |        |       |